# Anna Maria von Liechtenstein
Anna Maria Antonie von Liechtenstein, född 11 september 1699 i Wien, död 20 januari 1753 i Wien, furstinna av Liechtenstein 1718, 1732-45 och 1748-53; gift i Wien 19 april 1718 med in kusin furst Josef Wenzel I av Liechtenstein.
Hon var dotter till furst Anton Florian av Liechtenstein och Eleonore Barbara von Thun-Hohenstein. Hon gifte sig första gången 9 september 1716 med greve Johann Ernst von Thun und Hohenstein (född 21 jan 1694 i Wien, död 20 mars 1717 i Prag), och andra gången 1718 med sin kusin, som var monark vid tre tillfällen. Hon fick inga barn.    